# 锡古恩萨
锡古恩萨（西班牙語：Sigüenza，西班牙語發音：[siˈɣwenθa]）是西班牙卡斯蒂利亚-拉曼恰瓜达拉哈拉省的一个市镇。总面积387平方公里，总人口4724人（2001年），人口密度12人/平方公里。